# Waigeum triumphans
Waigeum triumphans är en fjärilsart som beskrevs av Hans Fruhstorfer 1915. Waigeum triumphans ingår i släktet Waigeum och familjen juvelvingar. Inga underarter finns listade i Catalogue of Life.